# Zephyra elegans
Zephyra elegans är en enhjärtbladig växtart som beskrevs av David Don. Zephyra elegans ingår i släktet Zephyra och familjen Tecophilaeaceae. Inga underarter finns listade i Catalogue of Life.